# Етеокритски језик
Етеокритски језик (прави критски) био је негрчки језик, којим се говорило на источном Криту. Назван је по народу који Хомер зове Етеокрићанима, а који су по Страбону живели у Пресосу. На овом локалитету пронађено је највише етеокритских натписа.

## Традиција
Етеокритски је познат на основу осам фрагментарних натписа на грчком писму. Датирају од 7. до 3. века пре н. е, а потичу из Пресоса (6 текстова) и Дрероса (2 двојезична натписа) на истоку Крита. Каснији натпис из Психрона проглашен је фалсификатом. Етеокритски текстови нису разумљиви и поред постојања двају двојезичних текстова. Не може се са сигурношћу рећи којој језичкој породици припада. Између осталог, довођен је у везу са хетитским, северносемитским и етрурским. Обично се сматра последњим изданком минојског језика.

## Писмо
Текстови на етеокритском су написани старогрчким писмом. Старији натписи су написаним једном архаичном критском варијантом у којој се сан (Ϻ) користи уместо сигме (Σ), а дигама (Ϝ) као ознака за лабијални полуглас /w/. Поједине речи су понекад одвојене кратком вертикалном цртом.

## Језички примери

### Дрерос 1 (двојезични етеокритски-грчки натпис, 7. век пре н. е.)
Етеокритски натпис садржи знаке за раздвајање речи у виду вертикалне црте, који овде представљен двотачком. Грчки натпис нема знаке за раздвајање.
| Етеокритски                                             | Грчки                                                                                    | Превод                                                |
| […]irmaw:et:isalabre:komn[…] […]d:men:inai:isaluria:lmo | […]σ τον τυρον μηατοαοι εϜαδ ε τυρο[…]μυνα:οαμενη[…] ματρι ται α[…] (или: μα τριταια[…]) | сир … одлучено је сир… за мајку … (или: … на трећину) |

Реч komn у првом реду етеокритског текста подсећа на име месеца Комнокарија (Κομνοκάριος), који је посведочен за Дрерос. Према другим тумачењима значи сир или стела.

### Пресос 2
Овај натпис се састоји из дванаест етеокритских редова, при чему су прва три потпуна сачувана. Примера ради, репродуковани су крај првог и другог реда, са западносемитским тумачењем Сајруса Гордона. У овом натпису речи нису раздвојене.
| Етеокритски                | Етеокритски               | Семитски           | Превод                      |
| грчки                      | транскрибовано            | (без вокала)       |                             |
| … ΣΦΑ ΔΟΦ ΜΑΡ ΑΛΑ ΦΡΑΙΣΟ … | spha doph mar ala Phraiso | sbˁ-dp mr ˁly Prys | седам пута господар Пресоса |